# 乌美螺酮
乌美螺酮（INN：umespirone；开发代号：KC-9172）是一种阿扎匹隆类药物，具有抗焦虑和抗精神病特性。它是5-HT1A受体部分激动剂（Ki= 5 nM）、D2受体部分激动剂（Ki= 23 nM）和α1-肾上腺素受体拮抗剂（Ki= 14 nM），并且对σ受体也具有弱亲和力（Ki= 558 nM）。与许多其他抗焦虑药和抗精神病药不同，乌美螺酮产生最小程度的镇静、认知/记忆障碍、僵直和锥体外系症状。

## 合成

合成：专利：